# Heinrich Schmidtgal
Heinrich Schmidtgal (en russe : Генрих Нурланович Шмидтгаль) est un footballeur international kazakhstanais, né le 20 novembre 1985 à Iessik. Il évolue au poste d'arrière gauche.

## Palmarès
- SpVgg Greuther Fürth
  - Vainqueur de la 2.Bundesliga en 2012

## Statistiques
| Saison    | Club                    | Pays         | Championnat        | Coupes nationales | Coupes d'Europe | Kazakhstan       |
| --------- | ----------------------- | ------------ | ------------------ | ----------------- | --------------- | ---------------- |
| 2009-2010 | SC Rot-Weiss Oberhausen | 2.Bundesliga | 33 matchs / 5 buts | 2 matchs          | -               | -                |
| 2010-2011 | SC Rot-Weiss Oberhausen | 2.Bundesliga | 18 matchs          | -                 | -               | 4 matchs         |
| 2011-2012 | SpVgg Greuther Fürth    | 2.Bundesliga | 33 matchs / 4 buts | 5 matchs          | -               | 4 matchs         |
| 2012-2013 | SpVgg Greuther Fürth    | Bundesliga   | 18 matchs          | -                 | -               | 4 matchs / 1 but |

Dernière mise à jour le 19 mai 2013